# Ames Department Stores
Ames Department Stores, Inc. was een Amerikaanse keten van discount-warenhuizen gevestigd in Rocky Hill (Connecticut). Het bedrijf werd in 1958 opgericht met een winkel in Southbridge (Massachusetts), en had op het hoogtepunt 700 winkels in 20 staten, waaronder het noordoosten, het zuiden, het middenwesten en Washington D.C. Daarmee was het de vierde grootste discounter van het land.
Ondanks enig succes in de latere jaren, werd Ames geplaagd door schulden 'door overnamebeslissingen' en een langzame daling van de landelijke verkopen. Dit resulteerde in twee faillissementsaanvragen, waarmee uiteindelijk een einde kwam aan de keten. Het bedrijf breidde zich uit naar andere markten en nam veel gesloten winkels over die door concurrenten waren verlaten. Toch ging het in 2002 failliet.

## Geschiedenis

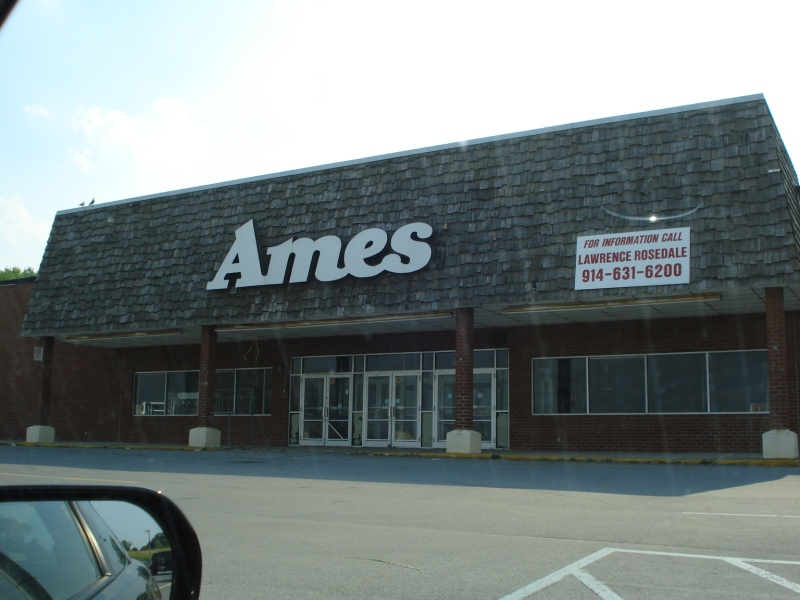
Een verlaten Ames in Lowville, New York.

Ames begon in 1958 toen drie broers uit Connecticut, Milton, Irving en Herbert Gilman, samen met hun partner Philip Feltman hun eerste winkel openden in de Ames Worsted Textile Co.-fabriek in Southbridge. Voor het nieuwe bedrijf gebruikten de Gilmans en Feltman simpelweg het oude uithangbord van de textielfabriek. In 1971 werd deze winkel vervangen door een moderne winkel in Sturbridge, Massachusetts. In oktober 1959 werd een tweede winkel geopend in St. Johnsbury, Vermont.
De oorspronkelijke bedrijfsstrategie van Ames bracht discounters naar de kleinere steden en plattelandsgebieden in het noordoosten. Het succes van het bedrijf bij het landelijk bedienen van klanten in kleinere, minder concurrerende markten resulteerde in consistent sterke financiële prestaties en gestage groei, dankzij overnames en een agressief expansieprogramma tot eind jaren 1980.
Veel van de eerste winkels waren omgebouwde industriecomplexen, zoals de eerste winkel in een voormalige textielfabriek. Ames maakte op deze manier in de eerste decennia van het bedrijf gebruik van de beschikbaarheid van goedkoop vastgoed. Later ging het bedrijf over op op maat gebouwde winkelruimtes die een gestandaardiseerde planning en marketing mogelijk maakten.
De aandelen van Ames werden in mei 1967 op de American Stock Exchange genoteerd. Het bedrijf begon later, in november 1972, met handelen op de NYSE.

### Golf van expansie en eerste faillissement
Ames nam in november 1978 de keten "Big N" met 32 winkels over van Neisner Brothers. In 1984 nam Ames de warenhuisketen King's Department Stores over en voegde de meeste van de 193 winkels toe aan de keten. In 1985 nam Ames G.C. Murphy uit McKeesport, Pennsylvania over, een keten die zowel discountwinkels als warenhuizen exploiteerde. De warenhuizen en veel van de kleinere G.C. Murphy-discountwinkels werden in 1989 door Ames verkocht aan McCrory Stores. Drie jaar na de overname van G.C. Murphy breidde Ames verder uit en in 1988 nam het de Zayre -keten met 392 winkels over. Geconfronteerd met een toenemende schuldenlast en de extra kosten voor het ombouwen van de winkels naar Ames-winkels, leed het bedrijf eind 1989 en begin 1990 een aanzienlijke daling van de winstgevendheid. De Zayre-keten had bovendien winkels in drie verschillende regio's: het noordoosten, Illinois en Florida, wat de coördinatie bemoeilijkte.

Ouder Ames-logo met een rood kleurenschema.

In april 1990 vroeg Ames uitstel van betaling aan. Een van de oorzaken van het faillissement leek het beleid van Ames te zijn om consumentenkrediet te verstrekken aan vrijwel iedereen die daarom vroeg, zonder eerst de kredietwaardigheid van de kredietnemer te controleren. Dit deed Ames om zijn marktaandeel te vergroten. Ames had ook het Zayre-creditcardprogramma vervangen door Visa- kaarten, die overal gebruikt konden worden waar Visa werd geaccepteerd. Dit resulteerde er vaak in dat Ames creditcards verstrekte aan klanten die al schulden hadden. Hierdoor trokken ze vaak kredietnemers aan die een hoog risico liepen en hun schulden niet meer konden betalen. Tijdens hun faillissement sloot Ames 370 fysieke winkels, waarvan het merendeel in landelijke gebieden in het noordoosten. In deze periode veranderde Ames ook zijn logo en verruilde het de traditionele rode en witte kleuren voor de turquoise kleur die in de Zayre-winkels te vinden was. Deze kleur werd uiteindelijk een herkenningspunt voor de meeste Ames-winkels.

### Einde faillissement en overname van Hills
Nadat het bedrijf op 30 december 1992 succesvol uit het faillissement was gekomen, werd het in 1993 weer winstgevend en verbeterde het zijn operationele prestaties. De nettowinst steeg in het fiscale jaar 1996 tot $ 17,3 miljoen, vergeleken met een nettoverlies van $ 1,6 miljoen voor fiscaal jaar 1995. De winst vóór overige lasten en winsten voor het fiscale jaar 1996 bedroeg $ 33,3 miljoen, vergeleken met $ 6,9 miljoen in het voorgaande fiscale jaar. In de jaren 1990 verhuisde Ames ook naar veel voormalige locaties van concurrenten. De keten voegde een aantal Bradlees-winkels toe, die begin jaren 1990 sloten, en opende in 1996 twaalf nieuwe winkels, waarvan er elf voormalige Jamesway-winkels waren toen die keten eind 1995 failliet ging. Ames nam ook verschillende vestigingen van Caldor over na de liquidatie van  de keten in 1999, evenals een paar winkels  van Montgomery Ward toen die keten later dat jaar sloot.

### Regionale spreiding
Met de overname van Hills Department Stores in 1998 werd Ames de vierde grootste discountketen van het land, na Walmart, Kmart en Target. Hoewel Hills het hoofdkantoor in de buitenwijken van Boston had, waren de winkels geconcentreerd in Indiana, Kentucky, Ohio, Pennsylvania en westelijk New York, wat een regionale aanvulling was op de Ames-winkels in het noordoosten. De twee winkelketens overlapten elkaar in westelijk Pennsylvania (de voormalige thuisbasis van G.C. Murphy), maar afgezien van een paar verspreide Ames-locaties, zoals in Ellwood City, Pennsylvania, was de regio grotendeels Hills-gebied en het is die keten die met de meeste genegenheid wordt herinnerd in Greater Pittsburgh, onder andere door de webserie Pittsburgh Dad. Ames telde destijds iets meer dan 600 winkels, voornamelijk in het noordoosten en het middenwesten, met ongeveer 22.000 werknemers.

### Uitbreiding naar Chicago
In 1986 verhuisde Ames naar de regio Chicago door Zayre over te nemen, en later in 2000 door alle zeven Goldblatt's warenhuizen op één na over te nemen.  Andere locaties zijn de voormalige winkels Venture en Builders Square, wat het totaal op 11 winkels brengt. Het bedrijf hoopte zich te richten op consumenten met een laag inkomen en mensen van etnische minderheidsgroepen, door gebruik te maken van technieken die hun succes bewezen hadden. "De winkels bevinden zich over het algemeen aan de zuidkant van Chicago, waar de bevolking een laag inkomen heeft", aldus analist Beder van Ladenburg Thalmann. Vóór de openingsdag was er een marketingcampagne op televisie te zien waarin vrolijke Ames-werknemers aan het werk waren, terwijl ze "My Kind of Town" zongen, een lied dat sterk verwees naar Chicago. Op billboards stond: "Our Kind of Town, Your Kind of Discount Store". Op 21 september 2000 opende Ames acht winkels in Chicago, de overige winkels volgden kort daarna. Een paar maanden later opende Ames nog een paar winkels.

### 1999–2002: Tweede faillissement en ondergang

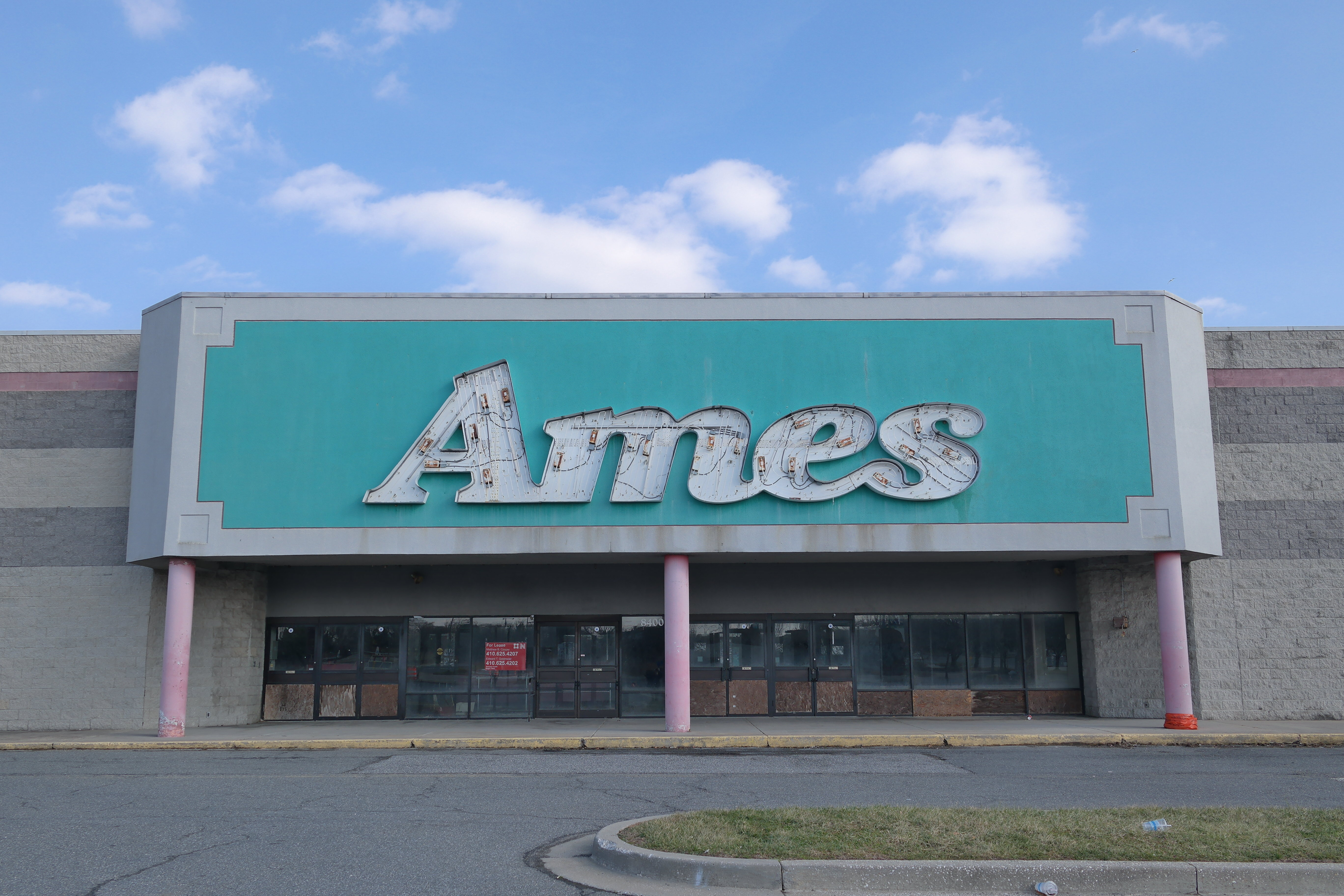
Voormalige Ames-vestiging in Baltimore, Maryland, oorspronkelijk een Zayre (gesloopt)

In maart 1999 sloot Ames 8 winkels. In november 2000 sloot Ames 32 winkels, waarvan er 31 van de nieuw overgenomen Hills-keten waren. Sommige van deze sluitingen waren voorzien, omdat ze als de zwakste van de Hills-keten werden beschouwd. Op 20 augustus 2001 sloot Ames nog eens 47 winkels. Het bedrijf vroeg voor de tweede keer faillissementsbescherming aan. In november 2001 sloot Ames nog eens 16 winkels en een distributiecentrum. In december 2001 sloot Ames nog eens 54 winkels. In juni 2002 sloot Ames nog eens zes winkels, waardoor de keten er 327 overhield, ongeveer de helft van het aantal winkels in 1998.
Op 14 augustus 2002 kondigde het management van Ames aan dat ze de resterende 327 winkels van de keten zouden sluiten en hun activiteiten zouden afbouwen, waardoor het uitstel van betaling zou worden omgezet in een faillissementsvereffening. "De aanhoudende daling van de verkoopcijfers, gecombineerd met strengere voorwaarden en tragere leveringen van onze leveranciers, heeft ervoor gezorgd dat onze financiële middelen onder een kritisch niveau liggen", aldus Joseph R. Ettore, voorzitter en CEO van Ames. Ettore was verantwoordelijk voor het faillissement en de liquidatie van Stuart's en Jamesway voordat hij bij Ames kwam werken. Over de beslissing van Ames om te stoppen zei hij dat analisten er over het algemeen van overtuigd zijn dat de schulden die verband houden met de overname van Hills Department Stores, in dezelfde periode als de krappe kredietmarkten van 2001, de oorzaak zijn van het faillissement. De toenemende penetratie van Walmart in het noordoosten van de Verenigde Staten maakte het lot van Ames onvermijdelijk. In de regio Pittsburgh was Target al bezig met de planning en uitvoering van een uitbreiding in dat gebied, precies op het moment dat Ames in de problemen zat. Het bedrijf speelde daarop in. (Ten minste één voormalige vestiging van Ames, een omgebouwde Hills in North Hills in Pittsburgh langs McKnight Road, zou na de liquidatie van Ames door Target worden ingenomen.) Na het eerste uitstel van betaling betekende de aankoop van de Hills-warenhuizen feitelijk het einde van Target. Het bedrijf had nauwelijks genoeg winst gemaakt en door de aankoop van de Hills-winkels bereikte de schuld-inkomensverhouding van het bedrijf een recordhoogte. Omdat er geen andere opties waren en de schuldeisers zich terugtrokken uit de contracten omdat ze niet konden betalen, besloot het bedrijf een tweede en definitief faillissement aan te vragen. 
Het particuliere investeringsbedrijf Oak Point Partners heeft op 18 december 2012 de resterende activa van de faillissementsboedel van Ames Department Stores, Inc. overgenomen. 

### 2022–heden: Geplande heropening
In december 2022 kondigde Molyneux Group, eigenaar van de activa van Bradlees Department Stores PLC, aan dat Ames Department Stores na 21 jaar zou terugkeren en vanaf het voorjaar van 2023 opnieuw vestigingen in Connecticut zou openen. Het bedrijf plaatste een nieuwe website met de aankondiging amesstores.com, het domein dat de keten gebruikte van 1996 tot aan zijn faillissement in 2002. In dezelfde maand onderzochten verslaggevers van WJAR en WVIT de beweringen over de heropleving van de winkel, waarbij beide verslaggevers opmerkten dat ze geen contact konden krijgen met iemand die betrokken was bij de Molyneux Group. Het project wordt naar verluidt geleid door de Amerikaanse divisie van Molyneux Group, Silver Knight Group. Op de website stonden alleen het logo en de tekst van de winkel, waarin lezers werd verteld dat het merk in het voorjaar van 2023 zou terugkeren en dat ze de website moesten raadplegen voor aankondigingen over de eerste nieuwe vestigingen. Maar niet iedereen was daarvan overtuigd en ging zelfs zo ver om te suggereren dat het hele verhaal een 'hoax' was. 
In september 2023 werd de site bijgewerkt, waarbij alle verwijzingen naar de opening van nieuwe winkels of de tijdlijn voor het voorjaar van 2023 werden verwijderd. De site gaf alleen een verklaring weer van de 'Raad van Bestuur' waarin werd verwezen naar een reorganisatie van de raad van bestuur als gevolg van wanbeheer en andere verwijzingen naar belanghebbenden, zonder enige echte informatie over het bedrijf te geven. 
In maart 2024 maakte Ames plannen bekend om vanaf juni 2026 nieuwe fysieke winkels te openen, met als doel om eind 2027 in totaal 35 winkels te openen. Alle 35 locaties beschikken over een Ames Café en een click & collect-service. Op een aantal locaties is er ook een apotheek. Er zijn ook zeven distributiecentra gepland voor de leveringen.
Deze keer kon de Providence Journal geen enkel bewijs vinden dat Cross Moline Ventures of Molyneux Group ooit hebben bestaan. Ook de woordvoerder, Shannon de Molyneux, lijkt geen echte persoon te zijn.
In een bericht op Instagram werd later beweerd dat Cross Moline Ventures een nieuwe naam zou krijgen: "Silver Knight Group". Er is geen bewijs dat dit bedrijf of iemand die ermee geassocieerd zou worden, bestaat. 